# Bnkr44
I Bnkr44 (pronunciato "Bunker quarantaquattro") sono un collettivo di cantanti italiano formato a Empoli nel 2019.

## Storia
Il collettivo nasce a Villanova, una frazione del comune di Empoli nella Città metropolitana di Firenze. Inizialmente i sette componenti e altri amici (Fares, Erin, Caph, JxN, Faster, Piccolo e Ghera) si riuniscono a suonare al Bnkr (o Bunker), un luogo di ritrovo per molti giovani dell'empolese in cerca di ispirazione artistica e musicale, di proprietà di Gherardo, manager del gruppo. Nel 2019 si sono uniti e cominciano a pubblicare i loro primi brani sulla piattaforma SoundCloud, fino a quando non ottengono un contratto con l'etichetta discografica Bomba Dischi. Con essa hanno pubblicato il loro primo album in studio 44.Deluxe, il quale raccoglie quasi tutte le canzoni pubblicate sino ad allora su SoundCloud con l'aggiunta di una collaborazione con Lil Kvneki degli Psicologi.
Nel 2021 hanno pubblicato il secondo progetto, intitolato Farsi male a noi va bene, uscito in tre blocchi sotto forma di EP. Successivamente viene aggiornato con la riedizione Farsi male a noi va bene 2.0, contenente nuovi inediti. L'album vede le collaborazioni di Tredici Pietro e Ariete. Partecipano allo Zecchino d'Oro 2021 in qualità di autori del brano Auto rosa.
Nel 2023 hanno partecipato al 73º Festival di Sanremo, nella quarta serata dedicata alle cover, per cantare con Sethu la cover di Charlie fa surf dei Baustelle.
Dopo l'uscita dei singoli Per non sentire la noia (in collaborazione con Jvli), Guida spericolata e Mezzanotte, il collettivo ha pubblicato il suo terzo album in studio Fuoristrada. L'album è realizzato in collaborazione con Sick Luke, che ha prodotto la traccia Scritto per te, e Tropico, co-autore di Per non sentire la noia. Il 1º dicembre 2023 è uscita la loro collaborazione nel singolo Memoria de La Sad.
Selezionati fra i dodici artisti partecipanti a Sanremo Giovani 2023, nel quale arrivano tra i primi tre con il brano Effetti speciali. Grazie a questo piazzamento, prendono parte al Festival di Sanremo 2024 con il brano Governo punk, che arriva al ventottesimo posto in classifica. Sempre durante il Festival di Sanremo interpretano insieme al cantautore Pino D'Angiò una rivisitazione del celebre brano Ma quale idea, originariamente pubblicato dallo stesso D'Angiò nel 1980; la canzone successivamente viene incisa con il titolo Ma che idea. Il 28 marzo è uscito il singolo Nero mascara.
Nel mese di giugno 2024 è seguita la pubblicazione del primo EP 44.Summer, da cui è stato estratto il singolo Estate 80. Il 4 marzo 2025 è uscito il singolo Capolavoro, seguito il 21 marzo dal singolo Spa cabaret, che hanno anticipato l'uscita del loro quarto album in studio Tocca il cielo, uscito il 4 aprile. Il 23 maggio è uscito il singolo Luna rossa, scritto insieme a Calcutta e Tropico.

## Formazione
- Fares (Pietro Serafini) – voce
- Erin (Dario Lombardi) – voce, produzione
- Caph (Marco Vittiglio) – voce, produzioni, chitarra, fondatore
- JxN (Jacopo Adamo) – produzioni
- Faster (Andrea Locci) – voce
- Piccolo (Duccio Caponi) – voce
- Ghera (Gherardo Stagi) – manager, fondatore

## Discografia
- 2020 – 44.Deluxe
- 2021 – Farsi male a noi va bene
- 2023 – Fuoristrada
- 2025 – Tocca il cielo

## Partecipazioni a manifestazioni canore
- Festival di Sanremo (Rai 1)
  - 2024 – 28º posto con Governo punk
- Sanremo Giovani (Rai 1)
  - 2023 – 2º posto con Effetti speciali